# Municipio de Reed (Dakota del Norte)
El municipio de Reed (en inglés, Reed Township) es un municipio del condado de Cass, Dakota del Norte, Estados Unidos. Tiene una población estimada, a mediados de 2023, de 1123 habitantes.

## Geografía
Está ubicado en las coordenadas 46°56′36″N 96°52′10″O / 46.94333, -96.86944 (46.943455, -96.8695). Según la Oficina del Censo, tiene una superficie total de 46.50 km², de los cuales 46.21 km² corresponden a tierra firme y 0.29 km² están cubiertos de agua.

## Demografía
Según el censo de 2020, en ese momento había 1056 personas residiendo en la zona. La densidad de población era de 22.85 hab./km². El 96.21 % de los habitantes eran blancos, el 0.28 % eran afroamericanos, el 0.47 % eran amerindios, el 0.19 % eran asiáticos, el 0.09 % era isleño del Pacífico, el 0.38 % eran de otras razas y el 2.37 % eran de una mezcla de razas. Del total de la población, el 1.14 % eran hispanos o latinos de cualquier raza.